# ChuChu TV
ChuChu TV — популярный создатель детского развлекательного контента, который управляет семейством каналов на YouTube, самый популярный из которых имеет более 61 миллионов подписчиков. Этот основной канал является девятым по посещаемости каналом на YouTube в Индии и имеет более 40 миллиардов просмотров видео. ChuChu TV состоит из различных YouTube-каналов для детей, которые посвящены созданию 2D и 3D анимационных видеороликов традиционных детских стишков с включением бодрой музыки и современной эстетики в них.  
В 2014 году канал выпустил «Phonics Song with Two Words», который собрал более 2,7 миллиардов просмотров (что делает её 20-м самым просматриваемым видео сайта), а также «Johny Johny Yes Papa and Many More Videos», который собрал более 1,7 миллиарда просмотров по состоянию на июнь 2020 года. В 2015 году канал выпустил «Old MacDonald Had a Farm», который собрал 1,1 миллиарда просмотров на YouTube.  
Другие каналы, управляемые ChuChu TV — ChuChuTV Surprise Eggs Learning Videos с 5,8 миллионами подписчиков, ChuChu TV Canções Infantis (Brazilian Portuguese) с 2,9 миллионами подписчиков, ChuChu TV Canciones Infantils (Spanish) с 7,6 миллионами подписчиков, ChuChu TV Funzone с 2 миллионами подписчиков, ChuChu TV Hindi с 5,1 миллионами подписчиков, ChuChu TV Bedtime Stories с 1,4 миллионами подписчиков и ChuChuTV Tamil с 1,7 миллионами подписчиков.
Есть также 4 других канала, но 6 января 2021 года их подписчики объединились с официальным каналом ChuChu TV, что дало им 10 миллионов подписчиков в секунду и еще 3 миллиона в секунду на следующий день.

## История
Основатель, генеральный директор и креативный директор ChuChu TV, Винот Чандар, разместил первое видео канала на YouTube, создав главного героя ChuChu из его трёхлетней дочери. Первое видео под названием «пухлые щёчки» за две недели набрало более трёхсот тысяч просмотров. После успеха видео Чандар решил инвестировать в свой канал и убедил своих партнёров Кришнана, Аджита Того, Суббираманьяна и Суреша присоединиться к этому предприятию. В конце октября 2015 года был запущен ещё один YouTube-канал под названием ChuChuTV Surprise для детей в возрасте 4-6 лет, который с тех пор получил обнадёживающий отклик во всем мире с более чем 2 миллиардами просмотров и 5 миллионами подписчиков в настоящее время. Одна треть просмотров ChuChu TV поступает из США и Индии. В компании ChuChu TV работает около 200 сотрудников.

## Мерчандайзинг
В 2016 году ChuChu TV объявили о партнёрстве с DreamTheatre с целью лицензирования и мерчандайзинга. Товар вращается вокруг таких категорий, как игрушки, игры, одежда, товары для дома и издательская деятельность. Ожидается, что продукция будет выпущена в июле 2018 года; запуск стартует из Индии, тем самым прокладывая себе путь в Азию, Европу и США.

## Награды
ChuChu TV был награждён десятью серебряными кнопками YouTube за то, что набрал более 100 000 подписчиков на своих каналах, шестью золотыми кнопками за то, что его каналы пересекли более 1 000 000 подписчиков и одной бриллиантовой кнопкой за то, что превысил 10 миллионов подписчиков на канале «ChuChu TV Nursery Rhymes & Songs». Бренд добился серебряной кнопки YouTube для своего основного канала и его 9 для других, а именно Surprise, Spanish, Portuguese, Funzone, Story time, French, Hindi, Tamil и Bangla. Кроме того, каналы Spanish, Portuguese, Surprise, Hindi, Funzone и Nursery Rhymes получили золотую кнопку YouTube за достижение 1 000 000 подписчиков.

## Приложения
ChuChu TV имеет своё  приложение «ChuChu TV Lite» в App Store и Google Play. Компания ChuChuTV запустила Pro-версию своего приложения 13 ноября 2017 года. «ChuChu TV Pro» – приложение, доступное в App Store и Google Play, которое позволяет пользователям загружать и смотреть видео в автономном режиме. Приложение ChuChu TV Pro также имеет сотни учебных мероприятий и игр для малышей.

## Другие платформы
ChuChu TV также доступен на Netflix, YouTube Kids, Roku и Amazon Prime Video в Индии, США и Великобритании.